# Theodor Ohlsen
Theodor Ohlsen (Klein-Brebel, Alemania, 1 de octubre de 1855-Wiesbaden, Alemania, 25 de agosto de 1913) fue un pintor alemán que vivió en Chile por espacio de 10 años, entre 1883 a 1893.

## Biografía
Theodor Ohlsen, hijo de un sastre, estudió en Hamburgo, Munich y Berlín, donde fue alumno de Gyula Benczúr, Ludwig von Löfftz, Karl Gussow y Franz von Defregger, entre otros. El 20 de octubre de 1880 ingresó en la Academia de Bellas Artes de Munich. Fue miembro de la Asociación de Artistas de Hamburgo.
Entre 1883 a 1893 viajó por varios continentes; Chile le fascinó especialmente. Capturó ese país con su gente y su forma de vida en muchas cuadros de viajes, algunos de los cuales son de importancia cultural e histórica. Tras su regreso a Hamburgo en 1895, expuso dos pinturas marinas de gran formato en la Gran Exposición de Arte de Hamburgo y en la Asociación de Arte Sajona. Posteriormente trabajó en Wiesbaden, donde murió en 1913.

## Obras

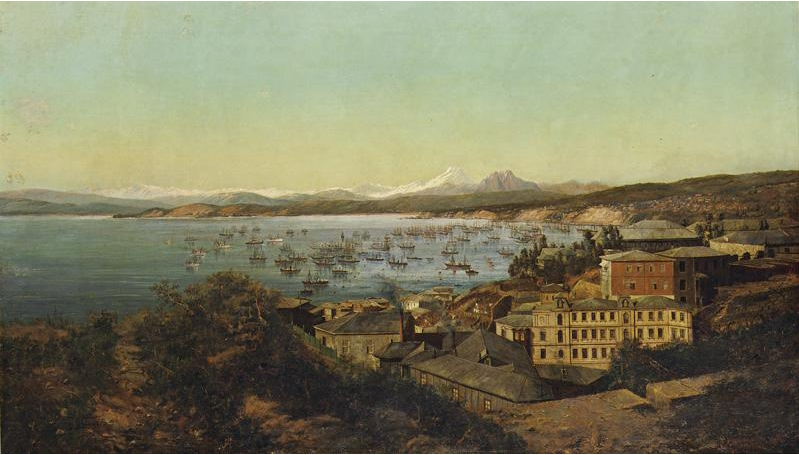
Una vista del puerto de Valparaíso.
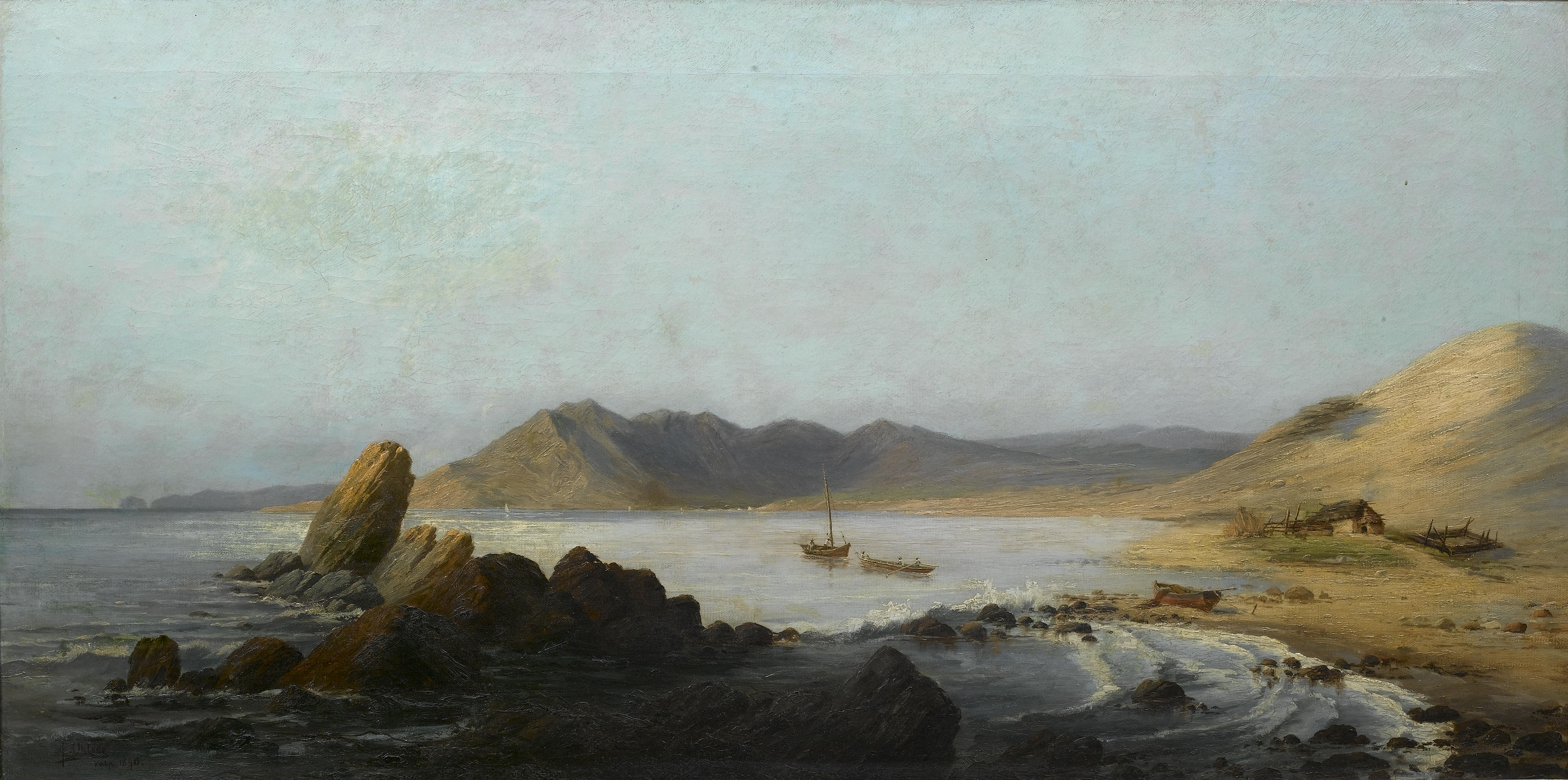
Vista de la costa chilena cerca de Valparaíso.
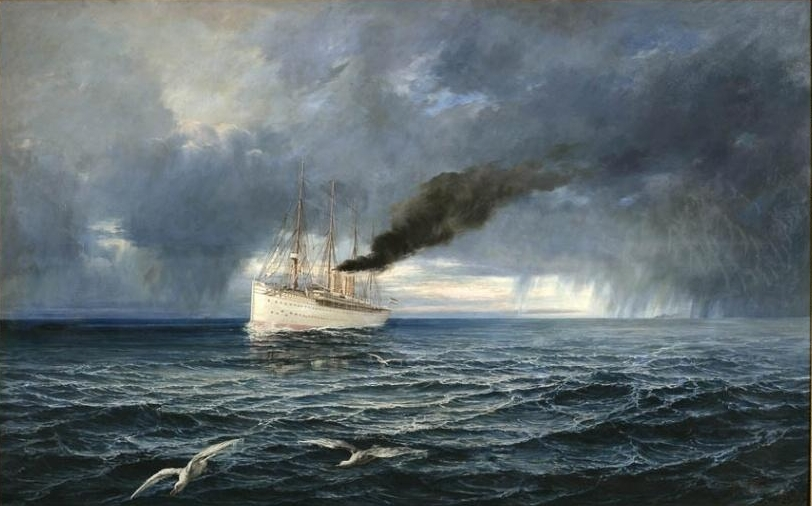
Dampfschiff ‚Kaiser Wilhelm II‘ auf hoher See, 1893
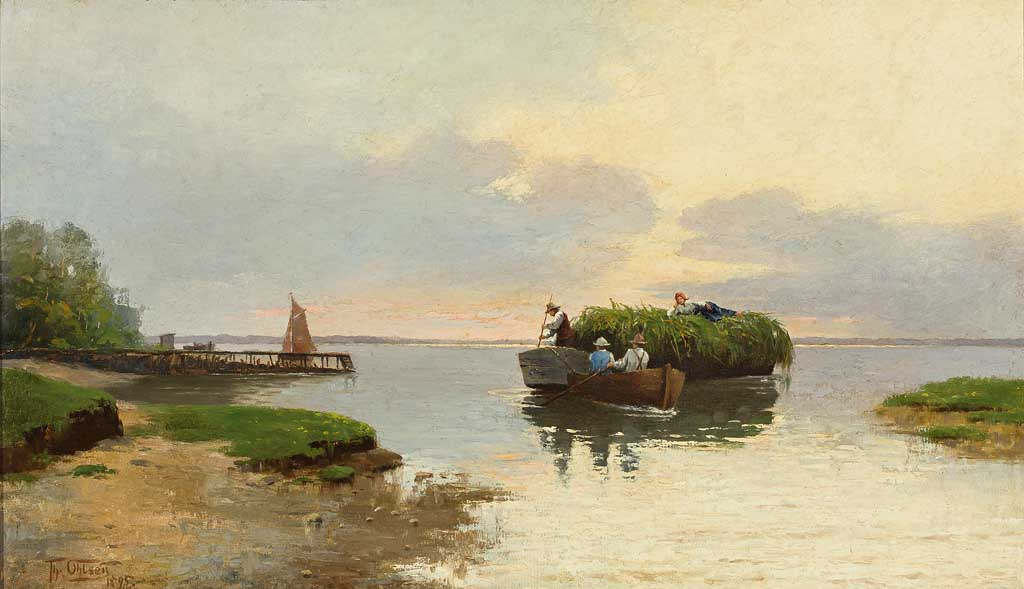
Ernteboot auf einem See, 1895
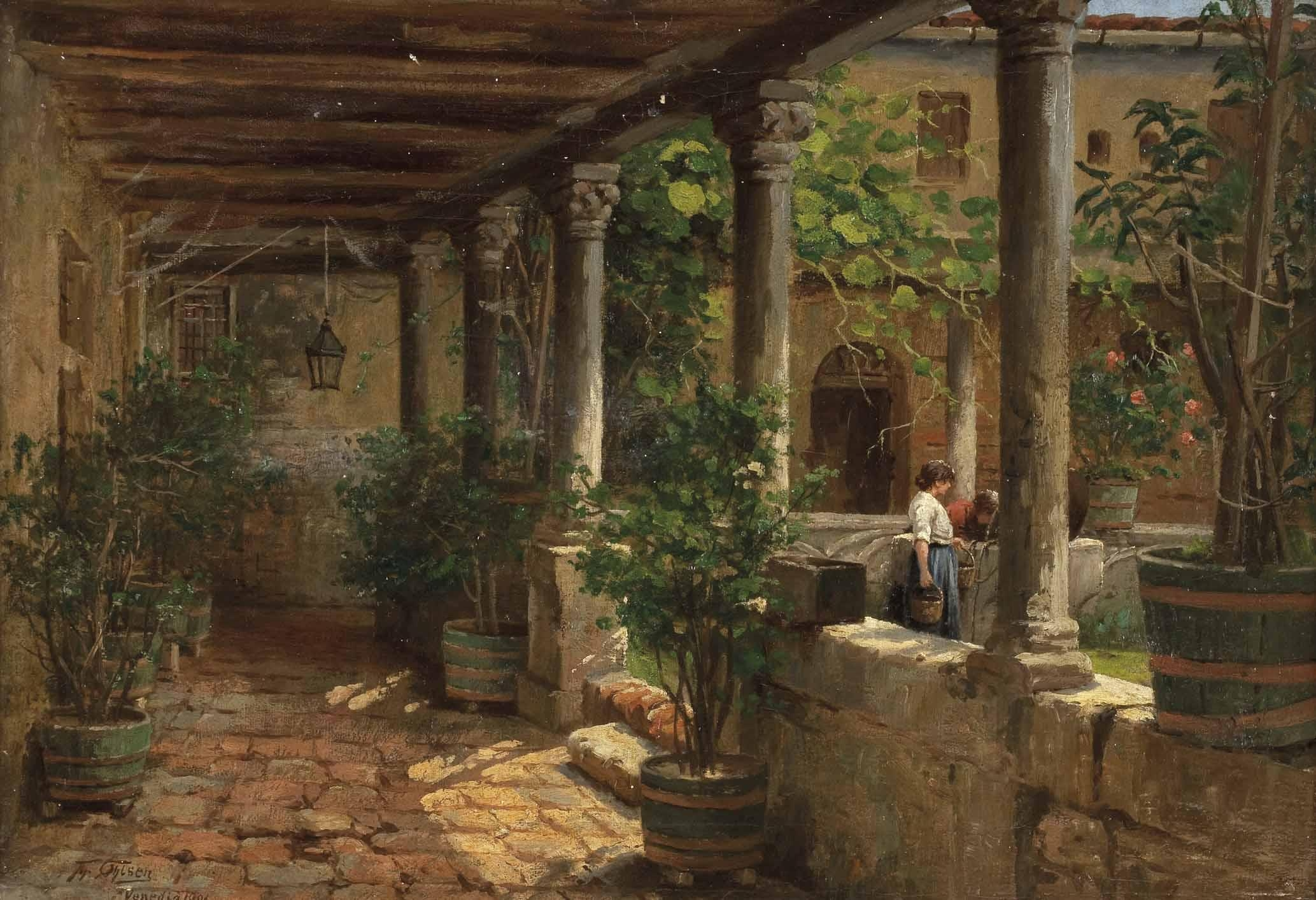
Innenhof eines Palazzos in Venedig mit zwei Frauen am Brunnen, 1901
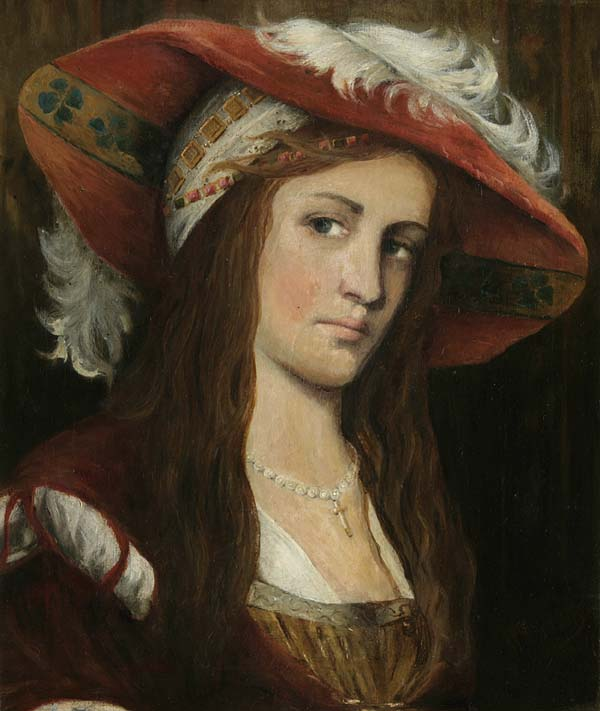
Mädchen mit Hut, 1907